# تایتنز را به یاد آور
تایتان‌ها را به خاطر داشته باش (انگلیسی: Remember the Titans) یا زنده باد مربی فیلمی در ژانر درام به کارگردانی بوآز یاکین است که در سال ۲۰۰۰ منتشر شد.

## بازیگران
- ویل پاتون
- دونالد فایسون
- نیکول آری پارکر
- وود هریس
- رایان هرست
- رایان گاسلینگ
- هایدن پانتیر
- کیت باسورث
- بورگس جنکینس
- دنزل واشینگتن